# Argyrolepidia pamphilia
Argyrolepidia pamphilia är en fjärilsart som beskrevs av Stoll 1782. Argyrolepidia pamphilia ingår i släktet Argyrolepidia och familjen nattflyn. Inga underarter finns listade i Catalogue of Life.

## Bildgalleri

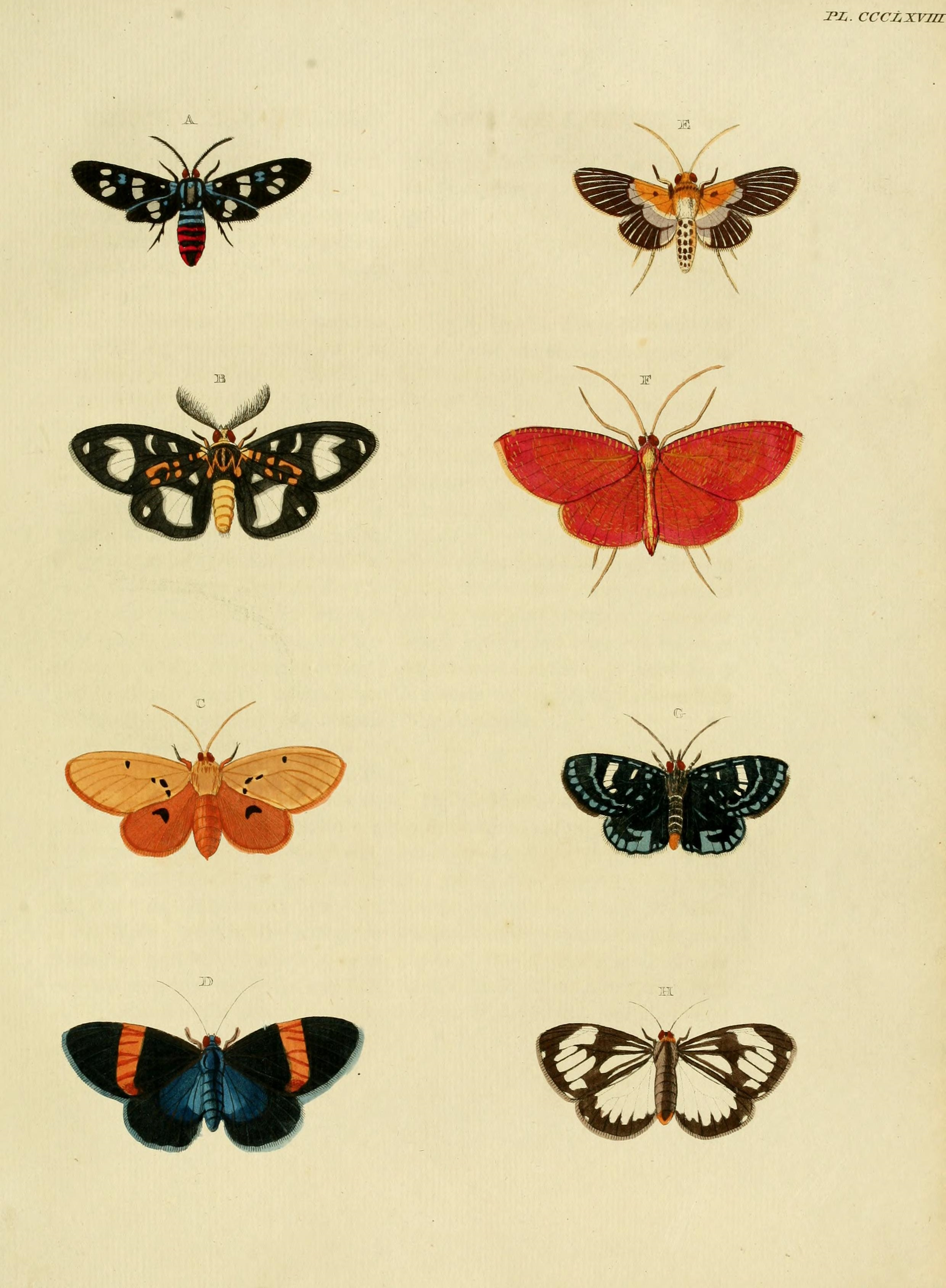
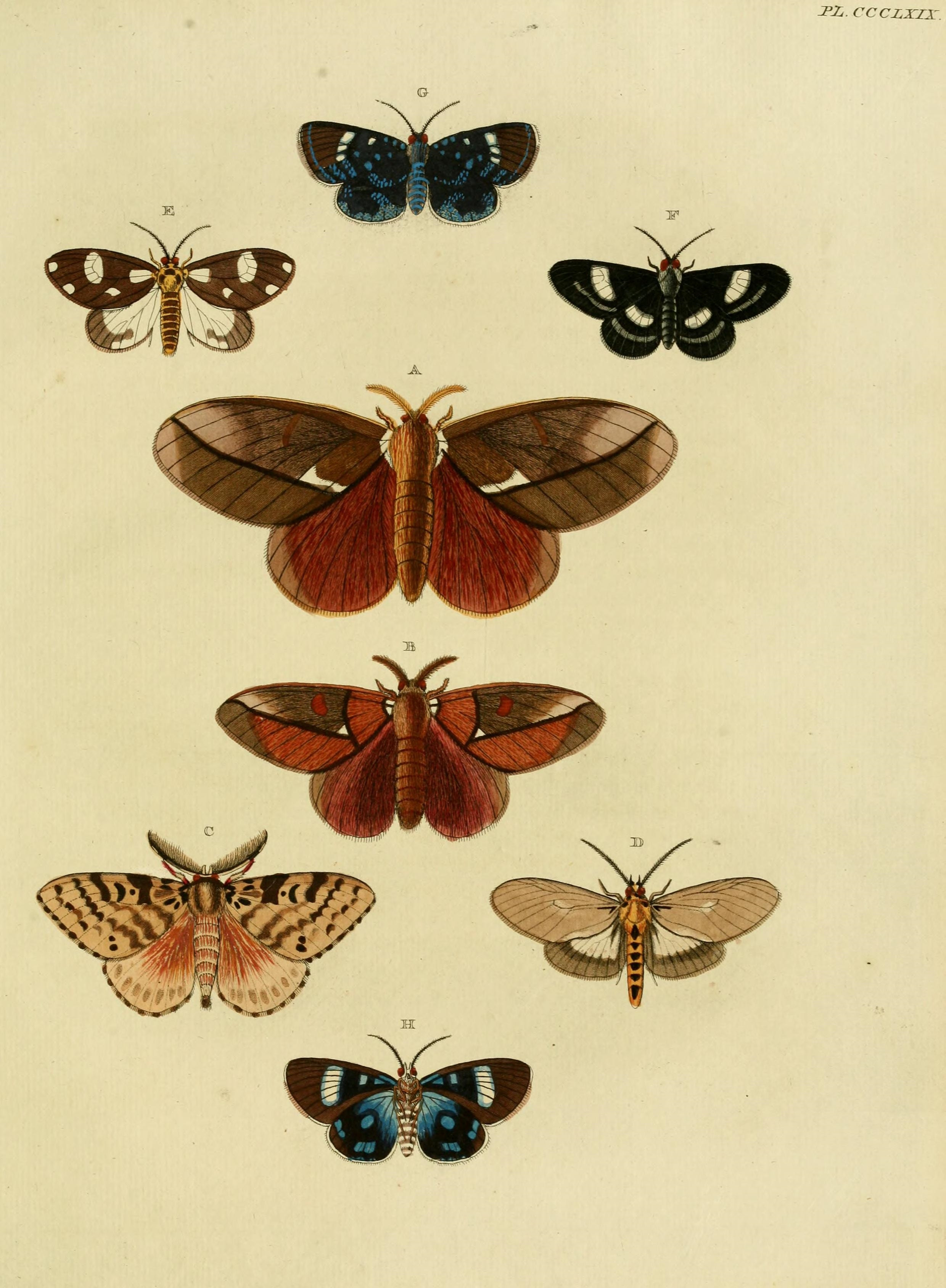